# Pseudolais pleurotaenia
Cá xác bầu (Danh pháp khoa học: Pseudolais pleurotaenia) là một loài cá da trơn trong họ Pangasiidae sống ở nước ngọt, phân bố ở vùng Đông Nam Á gồm Thái Lan, Lào và Đồng bằng sông Cửu Long của Việt Nam. Đây là một loài cá có giá trị kinh tế và là một trong những loài cá da trơn chủ lực trong chăn nuôi ở Việt Nam.

## Đặc điểm
Đầu cá có hình nón, nhỏ, ngắn. Mõm tù, miệng cận dưới không co duỗi được. Răng nhỏ mịn. Răng lá mía tách thành hai đám vuông và liền kề với răng khẩu cái. Râu nhỏ, ngắn: râu mép kéo dài tới hoặc quá mí mắt sau của mắt, râu cằm ngắn hơn. Mắt to, nằm trên đường thẳng ngang kẻ từ góc miệng và cách đều chót mõm với điểm cuối nắp mang.
Thân dẹp bên. Đường bụng cong lồi và tạo nên lườn bén, cuống đuôi thon dài. Gai vi lưng và gai vi ngực cứng, nhọn, có răng cưa ở phía sau. Vi bụng nhỏ, kéo dài chưa chạm tới vi hậu môn. Mặt lưng của đầu và thân có màu xám nâu, bụng có màu trắng bạc. Dọc theo chiều dài của thân có hai sọc màu nâu xám chạy từ sau đầu đến 1/2 chiều dài thân với một sọc trên đường bên, một sọc dưới đường bên. 